# اویل (رود)
اویل (به قزاقی: Uil) یک رود است که در قزاقستان واقع شده‌است.